# せんぼんまつばら 川と生きる少年たち
『せんぼんまつばら　川と生きる少年たち』（せんぼんまつばら かわといきるしょうねんたち）は、1992年（平成4年）7月11日に公開された劇場用アニメ映画作品。原作は「宝暦治水」を題材として書かれた岸武雄の児童文学小説『千本松原』。

## 概要
岐阜県の美しい松の木が並ぶ「千本松原」を舞台とし、ある村で引きおこる川の洪水から村を守るために築かれた「油島締切堤」を描いた作品。

## あらすじ
宝暦3年、高須輪中瀬古村で大雨による川の浸水が発生する。その村に住む農民の与吉は、父に「なぜ、将軍様にお願いせんのじゃ」と話していた。
今度は北端の堤が切れそうになり、与吉は村人たちに交じって助け人足にでる。水防の作業が進むうち反対の岸の堤が切れ高須輪中の側の水が引くが、長老の孫・幸助はその洪水で家族を全て無くす。
翌年の春となり、大がかりな治水工事が始まり、与吉と幸助は勇んで工事に出かけていく。

## 登場人物
- 与吉 - 佐々木望
- 幸助 - 島田敏
- 佐吉 - 増岡弘
- ふさ - 有馬瑞香
- ふみ - 矢島晶子
- 太吉 - 大谷育江
- 庄屋 - 今西正男
- 弥平 - 石田太郎
- 五郎 - 岡村洋一
- 太助 - 水野竜司
- 次平 - 荒川太郎
- ハナ - 白鳥由里
- トンベイ - 山口勝平
- ソウジ - 石田彰
- 平田靱負 - 宮内幸平
- 浜沖紋衛門 - 土師孝也
- 江川次左衛門 - 田原アルノ
- 野田十郎左 - 福田信昭
- 御手伝方 - 鈴木勝美
- 御普請御目付 - 西村知道
- 荻村藤市 - 北村弘一
- 下役人 - 岡和男
- バァちゃんナレーション - 此島愛子
- 昔語り - 森繁久彌

## スタッフ
- 監督 - 出﨑哲
- 演出 - 棚橋一徳
- 原作 - 岸武雄『千本松原』
- 脚本 - 今泉俊昭
- 作画監督 - 清水恵蔵
- アニメキャラクター・デザイン - 四分一節子
- 撮影 - 諫川弘
- 美術監督 - 池信孝
- 編集 - 尾形治敏
- 音楽 - 日吉真澄 / 志茂田順子